# Birgitta Dahl (journalist)
Birgitta Thuresdotter Dahl, född Essen 16 december 1935, är en svensk journalist och chefredaktör.

## Biografi
Birgitta Dahl är uppväxt på Östermalm i Stockholm. Hon utbildade sig till journalist genom ett stipendium från Sverige-Amerikastiftelsen. Hon började som journalist på Folket i Bild för att 1957 bli vikarie vid Dagens Nyheter. Hon gifte sig 1958 med en fast anställd på tidningen, Lars Dahl, vilket medförde att hon inte kunde arbeta där då tidningen hade som policy att inte anställa gifta par.
Dahl började 1960 på Vecko-Journalen. Genom att intervjua Stig Wennerströms städerska, som visade sig ha varit hemlig agent åt Säpo, vann hon tillsammans med Gustaf von Platen och Bengt Olof Heldt Stora journalistpriset 1963. Det innebar ett genombrott och därefter har hon varit chefredaktör för Bildjournalen, Vecko-Revyn, Damernas Värld och Månadsjournalen. Den senare var hon med och grundade 1980.
Hon gick senare vidare till utvecklingsavdelningen på Bonnier Tidskrifter, varifrån hon avgick med pension år 2000.